# (22791) Twarog
(22791) Twarog est un astéroïde de la ceinture principale.

## Description
(22791) Twarog est un astéroïde de la ceinture principale. Il fut découvert le 14 juin 1999 à Eskridge par Graham E. Bell. Il présente une orbite caractérisée par un demi-grand axe de 2,17 UA, une excentricité de 0,20 et une inclinaison de 2,8° par rapport à l'écliptique.

## Compléments